# Jéhudiel

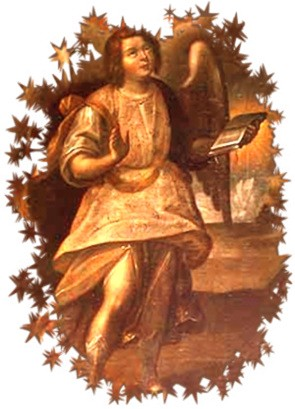
Archange Jéhudiel

Jéhudiel est l'un des sept archanges de l'orthodoxie orientale traditionnelle et des rites orientaux de l'Église catholique. Son nom signifie "louange de Dieu" (en hébreu יהודיאל). Il porte les symboles de pouvoir et d'autorité. Jéhudiel symbolise le travail dans n'importe quel domaine ou niveau de responsabilité, consacré à la gloire de Dieu. Jéhudiel a été mentionné pour la première fois dans le Livre d'Hénoch entre -130 et -68. Jéhudiel est souvent représenté avec une couronne qu'il tient à la main droite et avec un fouet à la main gauche. 

## Prières
1 Timothée 2:1 J'exhorte donc, avant toutes choses, à faire des prières, des supplications, des requêtes, des actions de grâces, pour tous les hommes, pour les rois et pour tous ceux qui sont élevés en dignité, afin que nous menions une vie paisible et tranquille, en toute piété et honnêteté...